# Charles-Olivier Carbonell
Charles-Olivier Carbonell (Pézenas, 20 de abril de 1930 – Montpellier, 2 de janeiro de 2013) foi um historiador francês e professor emérito da Universidade Paul Valéry, Montpellier III. Carbonell era especialista em livros didáticos. Foi responsável por cunhar, em 1976, o termo Escola Metódica, utilizado para se referir a um movimento da história, surgido na França ao final do século XIX.

## Biografia
Charles-Olivier Carbonell passou sua adolescência fora da França, viajando com seu pai, que era professor de filosofia. Tendo vivido em Istambul, na Turquia, e depois em Setif e Philippeville, na Argélia, Carbonell retorna à França em 1947, onde estuda história no colégio Pierre de Fermat e na Faculdade de Letras de Toulouse, onde foi assistente do reitor Jacques Godechot, de 1961 a 1967. Foi professor na Universidade Paul-Valéry-Montpellier-III de 1978 até sua aposentadoria, em 1988.
A obra de Carbonel está orientada a partir de quatro eixos temáticos: didática histórica, mitografia política, históriografia e história da Europa. Especialista em livros escolares, o historiador foi coautor do livro didático Le Monde Contemporain, de 1962, com seu colega de Toulouse Jean Sentou. Interessado na produção de livros didáticos e seus autores, Carbonell presidiu em Montpellier o colóquio "Jules Isaac, um pedagogo para o nosso tempo", em 1983. Sua contribuição mais importante está área da historiografia, a qual ajudou, juntamente com o historiador Pierre Nora, a expandir. Carbonell foi também o responsável por cunhar o termo Escola Metódica, em sua obra Histoire et historiens, de 1976. Esse termo se refere a um movimento da história, surgido ao final do século XIX na França.